# Esercito sassone
L'esercito sassone (in tedesco ufficialmente Sächsische Armee), è stato l'esercito dell'elettorato (Kurfürstlich Sächsische Armee) e poi del regno di Sassonia (Königlich Sächsische Armee) dal 1682 al 1918.

## Storia

### L'esercito all'epoca dell'elettorato di Sassonia (1682–1807)

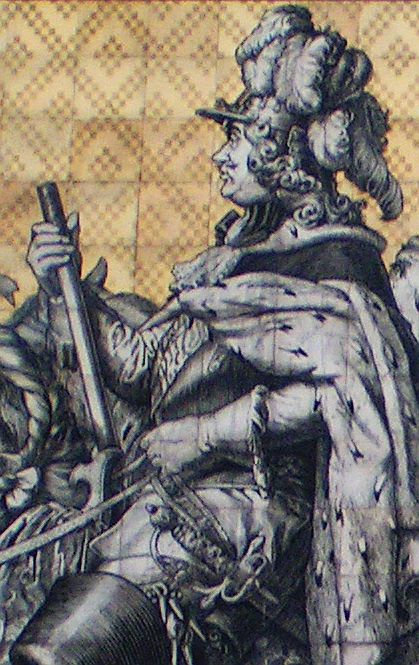
Giovanni Giorgio III di Sassonia.

Fondatore del primo esercito stabile della Sassonia fu l'elettore Giovanni Giorgio III. Questi convinse gli stati generali sassoni nel 1681 che impiegare gruppi di mercenari in tempo di guerra e dismetterli in tempo di pace aveva il medesimo costo del mantenere un esercito stabile. Nel 1682 le guardie esistenti vennero consolidate in veri e propri reggimenti di linea. L'esercito risultava all'epoca composto da sei reggimenti di fanteria con l'aggiunta di otto compagnie, e da cinque reggimenti di cavalleria. L'artiglieria da campo era composta da 24 cannoni in totale.
La Grande guerra del nord diede dimostrazione del fatto che la potenza dell'esercito sassone era poca cosa rispetto ad altri eserciti di stati europei, al punto che dopo la fine del conflitto gli elettori che si succedettero elaborarono nuove strategie per implementarne l'efficienza. Gli uomini in arme vennero portati a un totale di 30 000 unità, quasi tutte reclute della Sassonia a differenza di altri stati europei che poggiavano la loro potenza in prevalenza su personale straniero.
Con la riforma, l'esercito venne composto da fanteria della guardia, fanteria di linea e da reggimenti di cavalleria (cavalleggeri, dragoni e corazzieri). L'artiglieria iniziò a comprendere anche minatori e pontieri organizzati in compagnie.
Durante la Seconda guerra di Slesia, la Sassonia fu alleata dell'Austria. L'esercito sassone subì una pesante sconfitta sotto la guida del conte Fryderyk August Rutowski nella battaglia di Kesselsdorf contro la Prussia. La crescente crisi portò lo stato in bancarotta e pertanto nel 1749 il primo ministro conte Heinrich von Brühl ridusse l'esercito a 17 000 uomini.

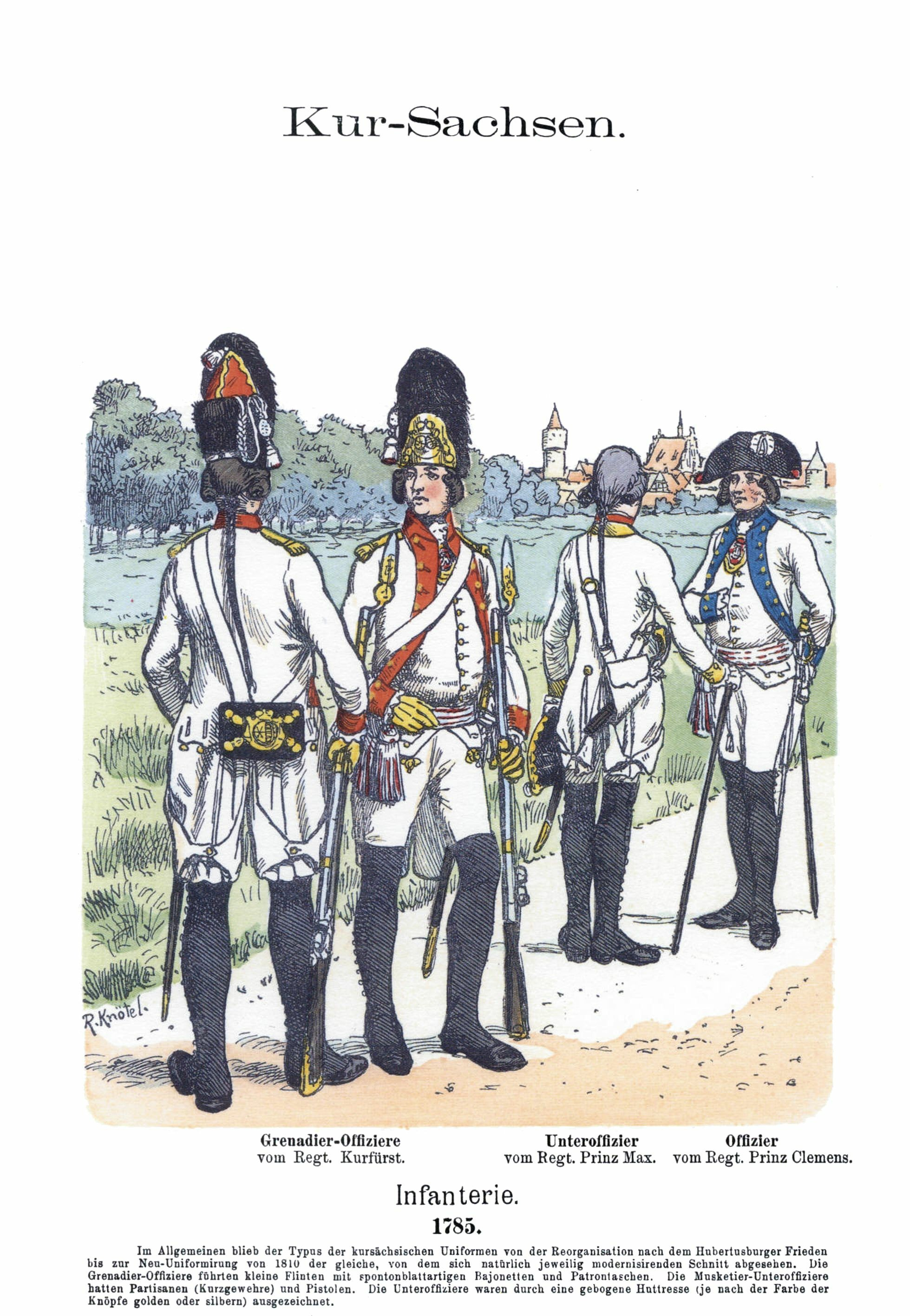
Uniformi dell'esercito sassone nel 1784

Nel corso della Guerra dei sette anni, la Sassonia venne nuovamente invasa dalla Prussia e l'esercito sassone venne investito in pieno da quello prussiano nell'assedio di Pirna, città che dovette capitolare il 16 ottobre 1756. Solo quattro reggimenti di cavallerie a due formazioni di lanceri che si trovavano in Polonia riuscirono ad evitare la resa. Federico II di Prussia costrinse i reggimenti sassoni a giurare fedeltà alla Prussia, cosa che gran parte degli ufficiali si rifiutò di fare. I prussiani si appropriarono di dieci reggimenti di fanteria e di un battaglione di cavalleggeri che unirono proditoriamente alle proprie armate, ma la maggior parte di queste truppe disertò. Dal 1757 gran parte di questi reggimenti venne sciolto al punto che a guerra finita ne rimanevano attivi solo tre. In quello stesso anno venne organizzato un nuovo corpo d'armata al comando del principe Francesco Saverio di Sassonia in Ungheria. Dopo la guerra, il principe Francesco Saverio, come reggente per l'elettore Federico Augusto III ancora minorenne, cercò di riformare l'esercito sassone seguendo il modello prussiano ma non riuscì nel suo intento per gli alti costi da sostenere che gli stati generali sassoni gli bocciarono.
La Sassonia combatté nella guerra della quarta coalizione antifrancese nel 1806 inizialmente schierata con la Prussia. Nelle battaglie di Saalfeld e Jena–Auerstedt, i sassoni e i prussiani vennero pesantemente sconfitti. Dopo queste sconfitte i francesi occuparono la Sassonia.

### Le guerre napoleoniche

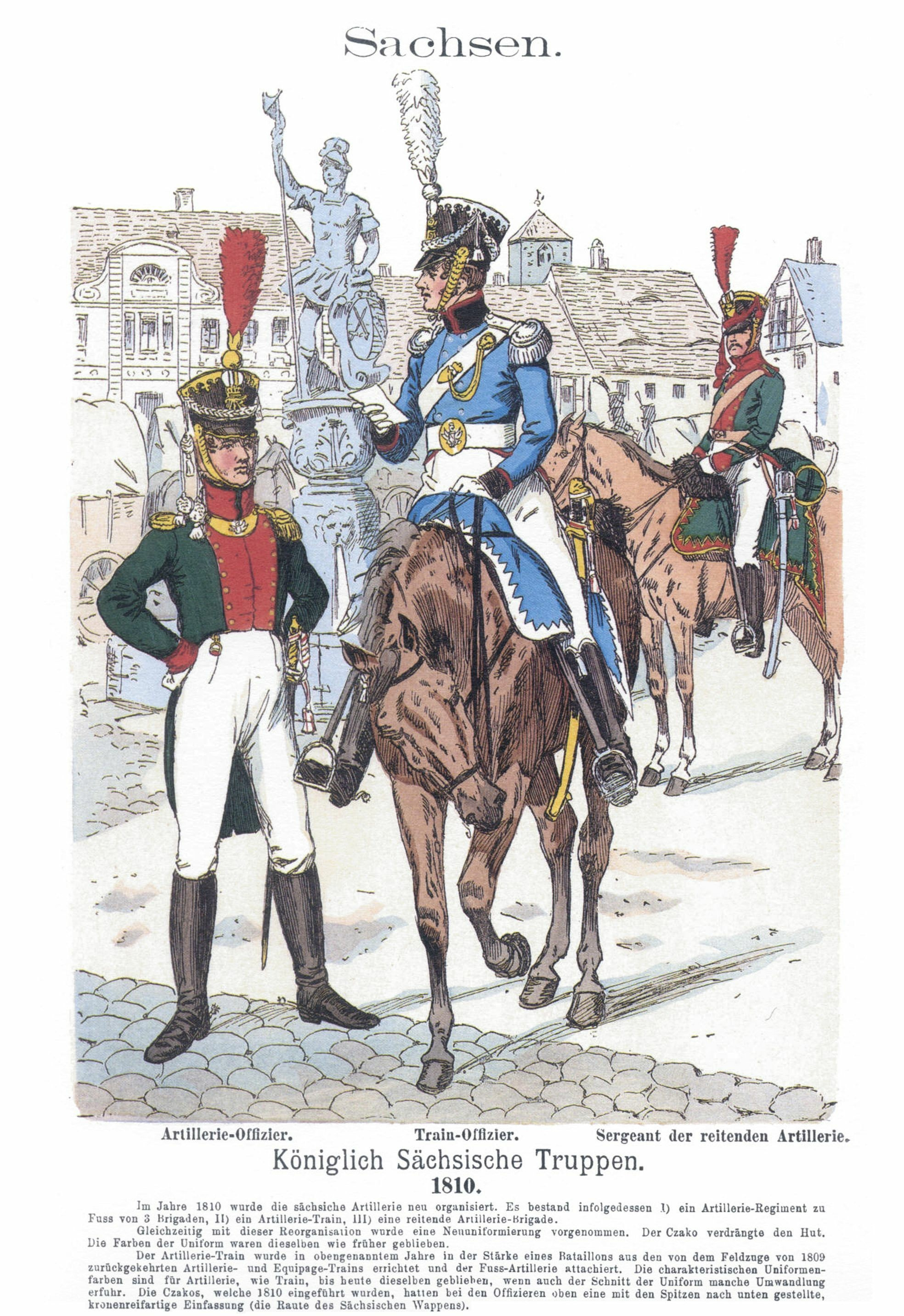
Ufficiale, aspirante ufficiale e sergente dell'artiglieria sassone nel 1810

La Sassonia divenne quindi uno stato della Confederazione del Reno il 20 dicembre 1806 e l'elettorato venne elevato alla dignità di regno per volontà di Napoleone.
Le truppe sassoni presero parte alla guerra della quinta coalizione antifrancese del 1809 contro l'Impero austriaco, ma era ormai chiaro che l'esercito necessitasse di una riforma, questa volta sull'esempio francese. Nel 1810 la riforma apportò nuovi regolamenti con l'apporto anche di personalità divenute poi di spicco in campo militare come i maggiori generali Karl Wilhelm Ferdinand von Funck, Karl Friedrich Wilhelm von Gersdorff, Johann von Thielmann ed il colonnello Friedrich von Langenau. Questi avviarono un complesso sistema di riforme di tutti gli ambiti dell'esercito sassone, ringiovanendo il corpo ufficiali, riducendo lo staff medico ma migliorando il campo della medicina militare, diffondendo l'uso dei moschetti, aggiungendo dello staff per ciascun battaglione, migliorando l'amministrazione della giustizia militare e bandendo le punizioni corporali, cambiando le uniformi sulla base del modello francese, introducendo l'organizzazione in colonne anziché prediligere l'uso delle tattiche lineari (ormai giudicate obsolete).
Nel 1810 il maggiore generale Heinrich von Cerrini venne nominato nuovo ministro della guerra ed il generale von Gersdorff venne nominato capo generale dello staff dell'esercito sassone. Al termine delle riforme, l'esercito sassone risultava così composto:
- 1ª divisione di cavalleria con 3 brigate, un reggimento di ussari e uno della guardia del corpo
- 1ª divisione di fanteria con 2 brigate e un reggimento di granatieri
- 2ª divisione di fanteria con 2 brigate e un reggimento di fanteria leggera
- Unità di artiglieria a cavallo e a piedi
- Corpi speciali (genieri, zappatori, pontieri)

In tutto risultarono impiegati 
24 937 fanti, 
6 577 cavalieri e 266 genieri per un totale di 31 780 uomini in arme.
Il 15 febbraio 1812 l'esercito sassone venne mobilitato per la campagna di Russia. Il contingente sassone andò a costituire la 21ª e la 22ª divisione del VII corpo d'armata della Grande Armée al comando del generale di divisione francese Jean Reynier. I sassoni misero a disposizione dei napoleonici 18 battaglioni di fanteria, 28 squadroni di cavalleria e 56 cannoni, combattendo le battaglie di Kobrin e Gorodechno prima di ritirarsi insieme ai francesi. Un distaccamento separato di corazzieri prese parte alla battaglia di Borodino.
Dopo il fallimento dell'invasione, la campagna militare del 1813 in Germania fu perlopiù incentrata sul territorio sassone. Quando l'esercito russo-prussiano invase la Sassonia, re Federico Augusto fuggì in Boemia. L'esercito sassone venne quindi investito mentre si era rifugiato verso la fortezza di Torgau. Dopo la sconfitta degli alleati a Lützen ed a Bautzen e per il comportamento esitante dell'Austria, Federico Augusto non ebbe altra opzione che continuare a supportare Napoleone. Nella battaglia di Lipsia, il terzo giorno degli scontri, la maggior parte del contingente sassone era però già passato agli alleati e Federico Augusto venne preso prigioniero. L'esercito sassone venne riorganizzato nel 1813 a Merseburg e poi nel 1814 nelle Fiandre da Johann von Thielmann e prese parte all'occupazione dei Paesi Bassi. Il Congresso di Vienna decise per una spartizione della Sassonia, dividendola a favore della Prussia, ma ancora una volta le proteste scoppiate per l'inclusione di parte dell'esercito sassone in quello prussiano portarono a numerosi malumori e defezioni. Nel 1815 la Sassonia prese parte alla campagna militare nell'Alto Reno nell'ambito della guerra della settima coalizione antifrancese, rimanendo con gli alleati ad occupare il territorio francese sino al 1818.

### La Confederazione germanica
Nelle forze armate federali della Confederazione germanica la Sassonia era il quarto contingente per numero di uomini dopo quelli di Austria, Prussia e Baviera. Le truppe sassoni, assieme a quote provenienti dall'Assia-Kassel e dal ducato di Nassau, andarono a costituire il IX corpo d'armata della Confederazione germanica.

Organizzazione dell'esercito sassone al 20 giugno 1866

Quando nel 1866 iniziò la guerra austro-prussiana, la Sassonia si schierò con l'Austria e mobilitò il suo esercito di 32 000 uomini al comando del principe ereditario Alberto di Sassonia. Dopo la dichiarazione di guerra, l'esercito prussiano attraversò il confine il 16 luglio 1866 presso Strehla e Löbau. La Sassonia richiese il supporto della confederazione e dell'Austria ma l'esercito sassone venne costretto a ritirarsi per la situazione in Boemia che teneva impegnato l'impero austriaco su quel fronte. L'esercito sassone ebbe un ruolo importante nelle battaglie di Jizera e di Jicin. Il principe ereditario riuscì a condurre i suoi uomini in ritirata in maniera ordinata e le sue truppe riuscirono a prendere parte alla battaglia di Königgrätz (3 luglio 1866) dove i sassoni coprirono il fianco sinistro delle posizioni austriache, mantenendo le loro posizioni con notevole tenacia, ma subendo comunque la sconfitta assieme ai propri alleati.

### La Confederazione tedesca del nord

Uniformi della fanteria sassone impegnata nella guerra austro-prussiana.

Dopo la pace, la Sassonia venne costretta ad aderire alla Confederazione Tedesca del nord. Secondo la convenzione militare siglata il 7 febbraio 1867 l'esercito sassone andò a costituire il XII corpo d'armata prussiano. I sassoni dovettero inoltre cedere la gestione della fortezza di Königstein alla Prussia. Il regno di Sassonia prese parte alla guerra franco-prussiana del 1870 al fianco della Prussia.
Allo scoppio della guerra, il principe Alberto riprese nuovamente il comando dell'esercito sassone, incluso ora nella II armata al comando del principe Federico Carlo di Prussia, su ex avversario. Nella Battaglia di Gravelotte, i sassoni costituirono l'estrema ala sinistra dell'esercito tedesco, e prese parte all'attacco di St Privat, l'ultima azione bellica della battaglia. Nella riorganizzazione dell'esercito sassone che seguì la marcia verso Parigi del principe ereditario, questi ottenne il comando della IV armata (Armata della Mosa) composta da sassoni e da prussiani. Alberto venne succeduto in comando del XII corpo d'armata da suo fratello, il principe Giorgio.
Alberto ed i sassoni presero parte alla battaglia di Buzancy ed a quella di Beaumont del 29 e 30 agosto 1870; nella battaglia di Sedan (1º settembre 1870) il principe Alberto ebbe nuovamente modo di distinguersi.
La condotta di Alberto fu talmente esemplare che, dopo l'assedio di Parigi e la firma della trattato di Francoforte che segnò la fine delle ostilità, a lui venne lasciato il comando delle truppe occupanti la Francia, posizione che mantenne saldamente sino al crollo della Comune di Parigi nel 1871, evento dopo il quale venne nominato ispettore generale dell'esercito prussiano e promosso al rango di Feldmaresciallo Generale.
I sassoni trassero un certo beneficio dalla guerra contro la Francia: i danni di guerra spettanti alla Sassonia andarono in parte utilizzati per la costruzione di Albertstadt, un sobborgo di Dresda dove vennero realizzate delle moderne caserme per l'esercito.

### L'impero tedesco
Con la fondazione dell'Impero tedesco il 18 gennaio 1871, il regno di Sassonia mantenne una limitata autonomia in materia militare sulla base della convenzione già sottoscritta nel 1867. Fu in grado di mantenere un proprio ministero della guerra, un proprio staff generale e una propria accademia militare. L'esercito sassone continuò a far parte dell'esercito prussiano come parte del XII corpo d'armata, con sede a Dresda, ampliando il numero di divisioni dalle originarie 2 a 4 nel 1899.

### La prima guerra mondiale

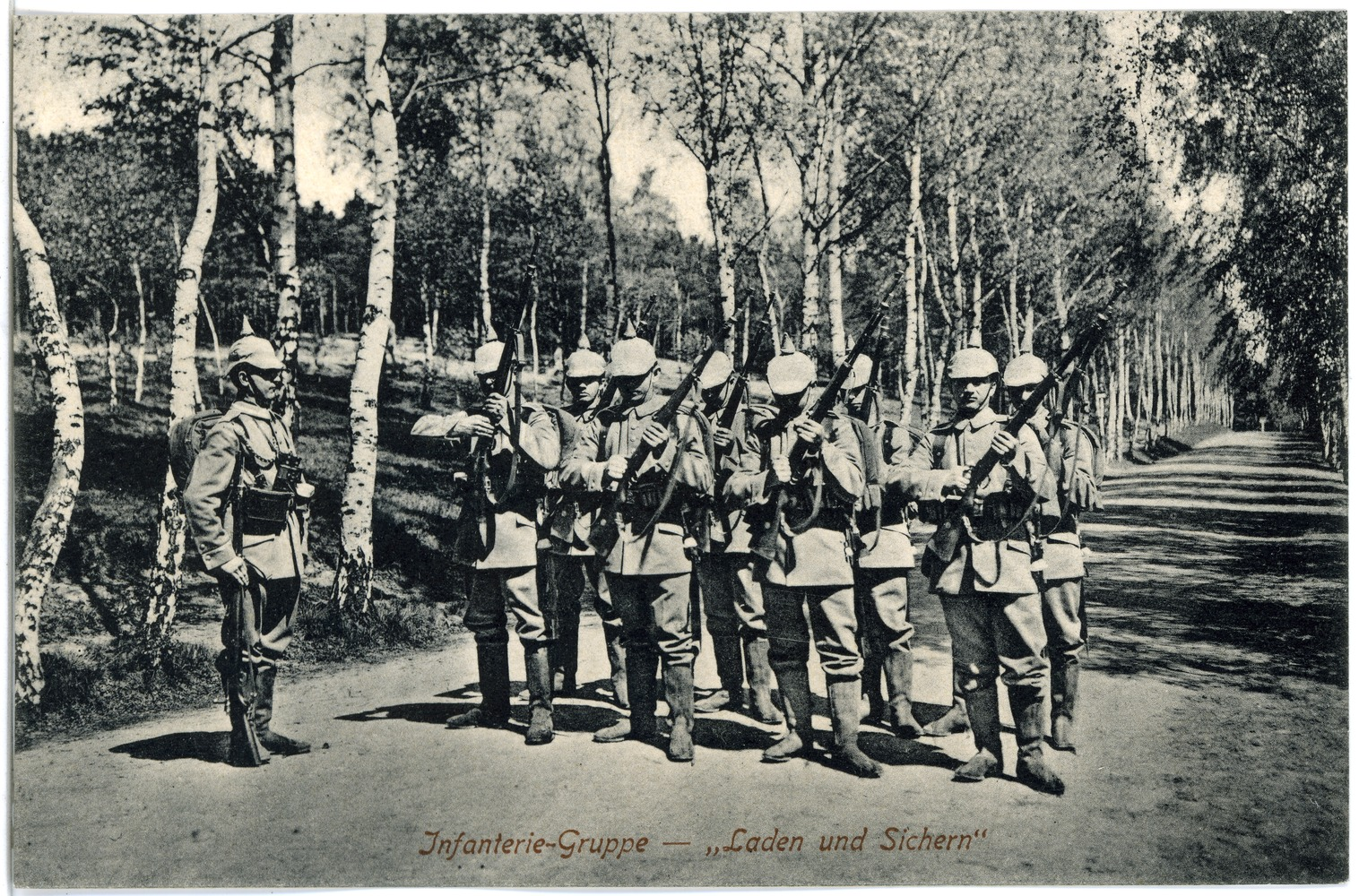
Soldati sassoni nella prima guerra mondiale

Quando ebbe inizio la prima guerra mondiale, l'esercito sassone venne mobilitato come parte della III armata tedesca al comando dell'ex ministro della guerra, il Generaloberst Max von Hausen. La III armata combatté nella battaglia delle frontiere, nella battaglia di Dinant e nella battaglia di Charleroi. Dopo il ritiro della II armata prussiana dopo la prima battaglia della Marna, Hausen ordinò anch'egli la ritirata avendo il fianco esposto. Dopo la stabilizzazione del fronte sul fiume Aisne il 9 settembre 1914, Hausen venne sollevato dal proprio comando a causa delle proprie condizioni di salute e rimpiazzato dal generale Karl von Einem.
Le truppe sassoni vennero in gran parte impiegate sul fronte occidentale. Col progredire della guerra, le truppe sassoni andarono a mischiarsi alle altre degli altri stati tedeschi, ma lo stato fornì comunque l'enorme quantitativo di 750 000 soldati, dei quali 229 000 caddero sul campo.

## Gradi
| Grado                                         | Mostrina |
| --------------------------------------------- | -------- |
| soldati                                       |          |
| Soldat (soldato)                              |          |
| Gefreiter (caporale)                          |          |
| Sottufficiali                                 |          |
| Stabsefreiter (caporale maggiore)             |          |
| Sergeant (sergente)                           |          |
| Ufficiali inferiori                           |          |
| Kadett (cadetto, aspirante ufficiale)         |          |
| Leutnant (sottotenente)                       |          |
| Oberleutnant (tenente)                        |          |
| Hauptmann (capitano)                          |          |
| Ufficiali superiori                           |          |
| Major (maggiore)                              |          |
| Oberstleutnant (tenente colonnello)           |          |
| Oberst (colonnello)                           |          |
| Ufficiali generali                            |          |
| Generalmajor (maggior generale)               |          |
| Generalleutnant (tenente generale)            |          |
| General der Infanterie (generale di fanteria) |          |
| Feldmarschall (maresciallo di campo)          |          |